# Sânmartin
Sânmartin é uma comuna romena localizada no distrito de Cluj, na região histórica da Transilvânia. A comuna possui uma área de 71.91 km² e sua população era de 1631 habitantes segundo o censo de 2007.